# Mariembourg
Koordinaten: 50° 5′ N, 4° 31′ O
Mariembourg (wallonisch „Mariyambour“, deutsch selten/ungebräuchlich Marienburg) ist eine ehemalige Festungsstadt im westlichen Teil der  belgischen Ardennen. Es liegt an der Mündung der Brouffe in die Eau Blanche (Quellfluss des Viroin) und gehört heute zur Gemeinde Couvin. Bis zur belgischen Gemeindereform am 1. Januar 1977 war der Ort eine selbständige Gemeinde.

## Geschichte

Plan der Festung von 1742

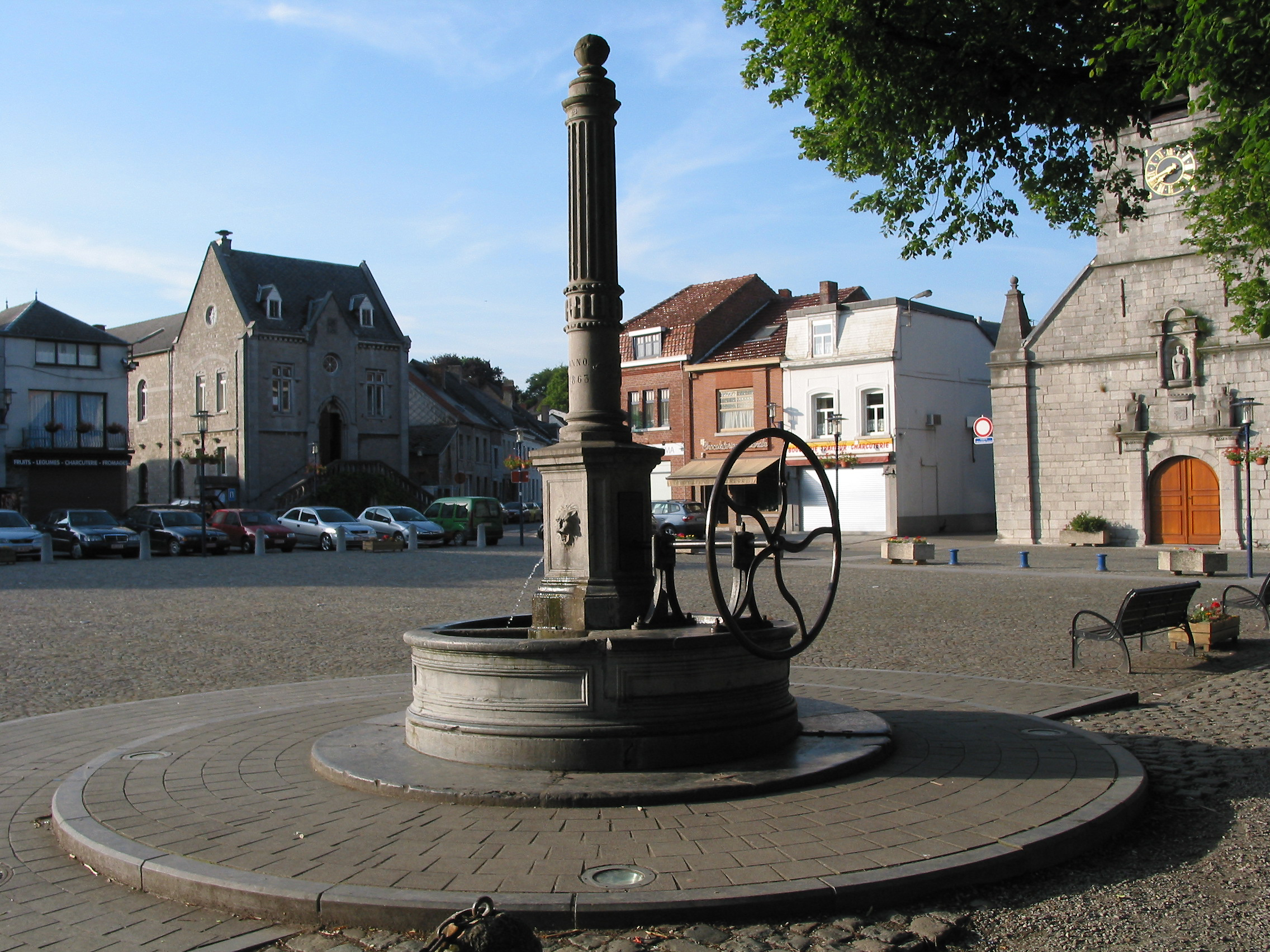
Place Marie de Hongrie mit Rathaus und Kirche (rechts)

Gegründet wurde die Festung an dem vorher Pont à Fresne genannten Ort 1546 von Maria von Ungarn, Schwester Kaiser Karls V. und Statthalterin der Niederlande als Widerpart zur 25 km südlich gelegenen französischen Festung Maubert-Fontaine.
Es war eine rechteckige Anlage von 300 m mal 270 m einschließlich Bastionen und Wassergraben.
Schon 1554 wurde die Festung von Heinrich II. von Frankreich nach nur viertägiger Belagerung eingenommen, da es dem spanischen Kommandanten Philibert de Martigny nicht mehr möglich gewesen war, sich ausreichend für die Verteidigung auszurüsten. Als Ersatz ließ Karl V. elf Kilometer nördlich die Festung Philippeville errichten und an der Maas Charlemont in Givet befestigen. Mariembourg wurde unter französischer Herrschaft Henribourg genannt, aber schon 1559 im Frieden von Cateau-Cambrésis wieder an Spanien zurückgegeben. 1655 kam es zu einem Stadtbrand und zum Wiederaufbau.
Durch den Pyrenäenfrieden von 1659 gewann wiederum Frankreich die Stadt – für mehr als anderthalb Jahrhunderte. Ludwig XIV. ließ nach einer Visitation die Befestigungen durch Vauban verbessern.
Mit dem Zweiten Pariser Frieden (Art. 1, Abs. 1) vom 20. November 1815 kam Mariembourg an das neugegründete Vereinigte Königreich der Niederlande. Seit der Loslösung Belgiens 1830 gehört Mariembourg zu diesem.

## Stadtbild
Die Festung wurde 1853 geschleift. Erhalten ist der achtstrahlige Straßengrundriss aus vier sich auf der zentralen Place Marie de Hongrie schneidenden Achsen.  Die Kirche Sainte Madeleine und zahlreiche Häuser sind Baudenkmäler aus dem 17. Jahrhundert.

## Verkehr

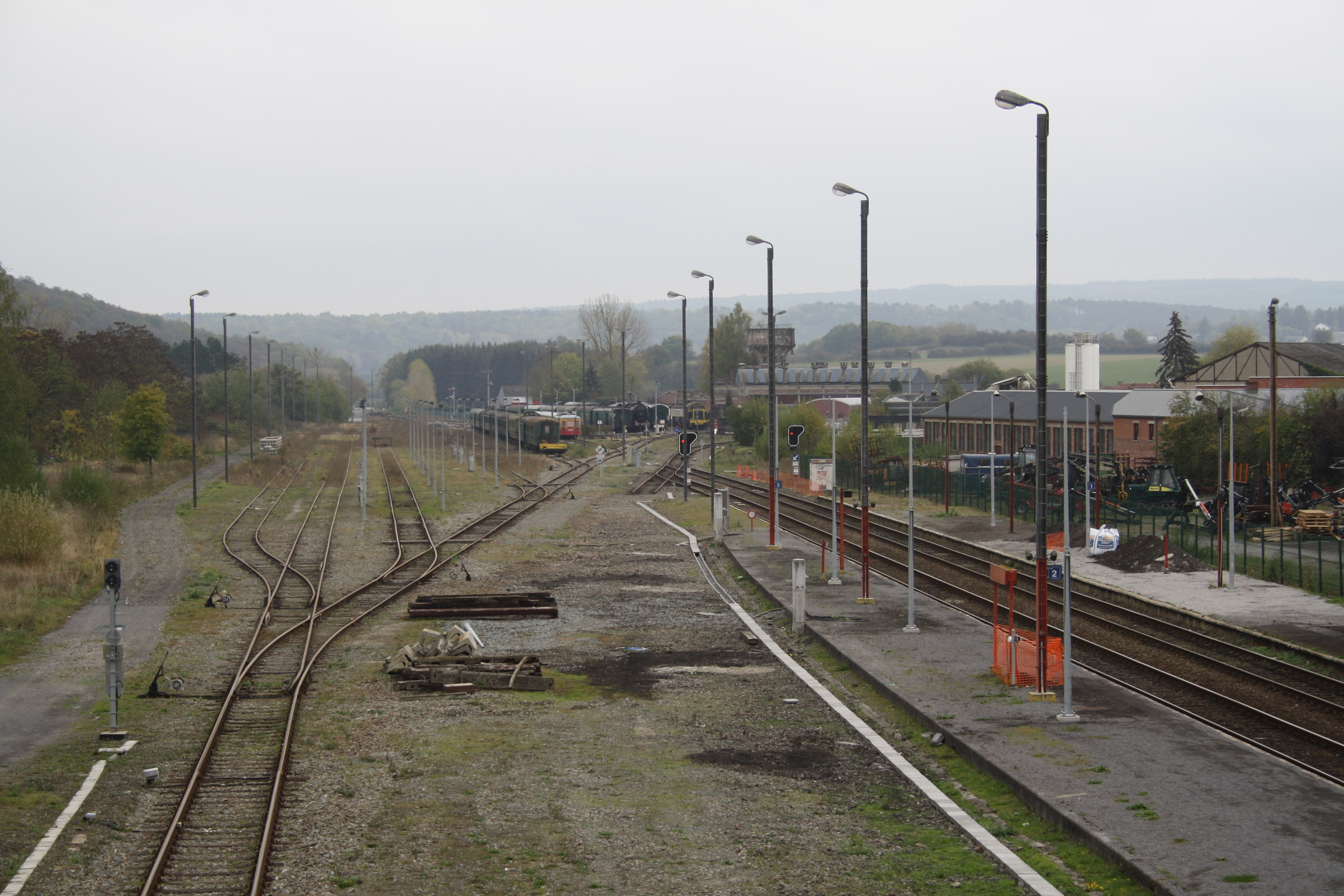
Bahnhof Mariembourg – zwischen den Strecken nach Treignes (links) und Couvin das von der Museumseisenbahn genutzte ehemalige Bahnbetriebswerk

Mariembourg war Bahnknotenpunkt mit Streckenverbindungen nach Philippeville – Charleville (erhalten), Heer-Agimont – Dinant (abgebaut), Vireux-Wallerand (Frankreich) (heute Museumsbahn), Couvin (erhalten) und Hirson (Frankreich) (stillgelegt).
In Mariembourg gibt es eine Bahnstation der Strecke Charleroi–Couvin.   Die ebenfalls in Nordsüdrichtung verlaufende Nationalstraße Nr. 5 ist inzwischen als vierspurige Umgehungsstraße am Ort vorbeigeführt. Mariembourg ist südlicher Endpunkt des RAVeL-Radfernweges Nr. 2.
Mariembourg ist Ausgangspunkt der Museumseisenbahn Chemin de fer à vapeur des 3 vallées nach Treignes.

## Söhne und Töchter des Ortes
- Jacques-Théodore de Bryas (1631–1694), Fürsterzbischof von Cambrai
- Roger Pirotte (1910–?), Radrennfahrer